# Rue Jean-Fautrier
La rue Jean-Fautrier est une voie du 13e arrondissement de Paris, en France.

## Situation et accès

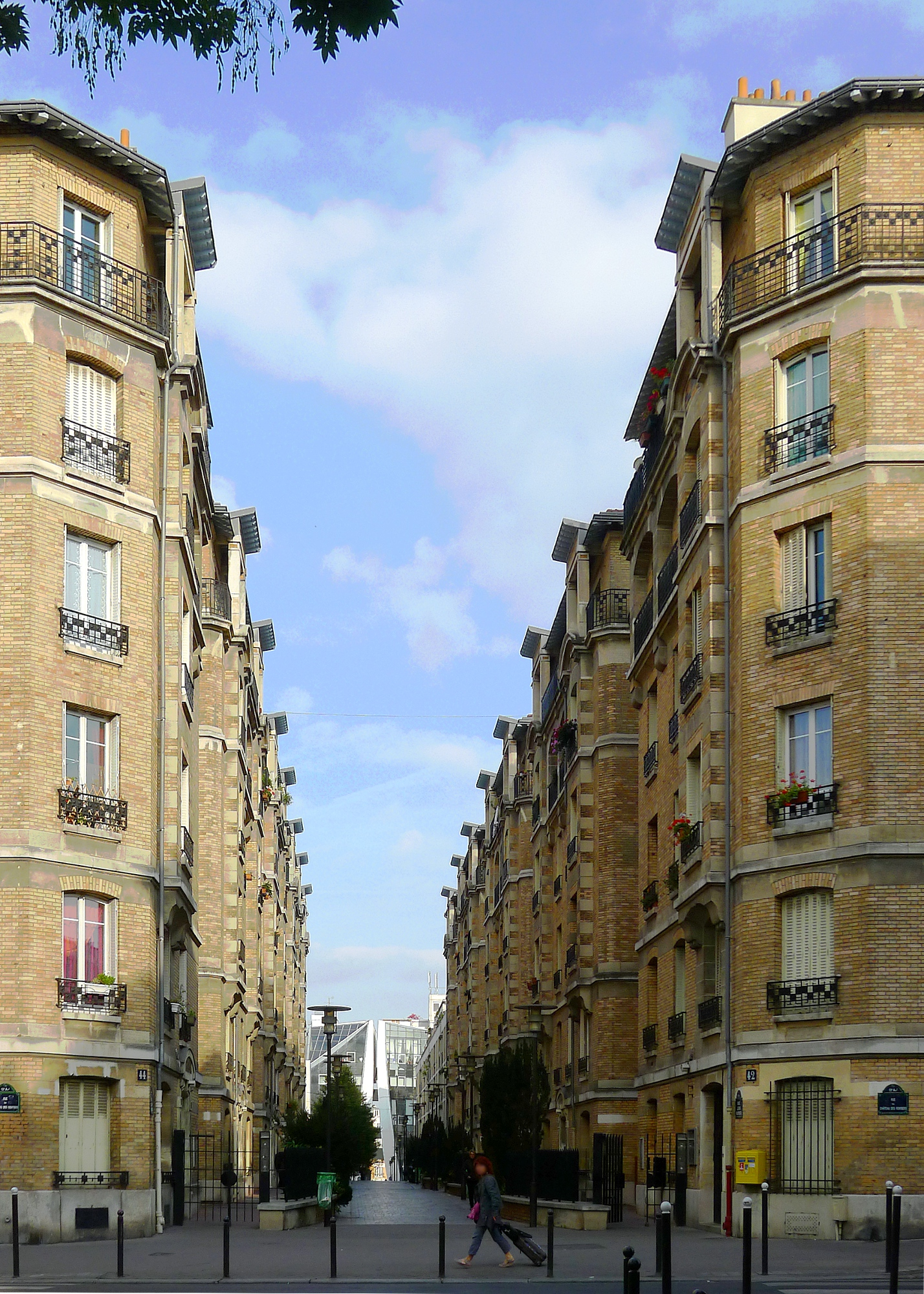
Rue vue depuis la rue du Château-des-Rentiers.

La rue Jean-Fautrier est une voie publique située dans le 13e arrondissement de Paris. Elle débute au 42, rue du Château-des-Rentiers et se termine au 47, rue Albert.

## Origine du nom
Elle porte le nom du peintre, sculpteur, dessinateur et graveur français Jean Fautrier (1898-1964).

## Historique
La voie est créée sous le nom provisoire de « voie CB/13 » et prend sa dénomination actuelle par un arrêté municipal en date du 30 novembre 1992.